# Andreas Metaxas
Andreas Metaxas (Cefalonia, 1790 – Atene, 19 settembre 1860) è stato un patriota e politico greco, Primo ministro della Grecia dal 15 settembre 1843 all'11 marzo 1844.

## Biografia
Nativo dell'isola di Cefalonia, nell'arcipelago delle Isole Ionie, all'epoca possedimento della Repubblica di Venezia, partecipò attivamente alla Guerra d'indipendenza greca nel 1821, divenendo membro del governo provvisorio guidato da Alessandro Maurocordato nel gennaio 1822. Fervente seguace di Giovanni Capodistria, lo accompagnò nell'ultimo periodo della guerra (dal 1824 al 1827) in Grecia, divenendo, alla sua nomina a presidente della Prima Repubblica ellenica, il 18 aprile 1828, ministro della Guerra. Dopo il suo assassinio, il 9 ottobre 1831, per motivi privati, Metaxas fu membro del Comitato dei sette che resse il governo della Grecia nell'intervallo dall'uccisione di Capodistria all'avvento al trono greco del nuovo sovrano Ottone I di Grecia, giunto a Nauplia nel gennaio 1833. Durante la minore età del sovrano fu nominato consigliere segreto e ambasciatore alle corti di Madrid e Lisbona; era inoltre uno dei leader del cosiddetto partito russo, il più conservatore dei tre partiti politici greci (gli altri due erano quello anglofilo e francofilo). Richiamato in patria nel 1840, Metaxas fu nominato ministro della Guerra nel gabinetto del bavarese Ignaz von Rudhart. Quando, il 3 settembre 1843 re Ottone fu costretto da una rivolta militare a concedere una Costituzione liberale, il ministro della Guerra greco fu incaricato di reggere un esecutivo di transizione, entrato in carica il 15 settembre di quell'anno e dimessosi l'11 marzo 1844, in modo da indire le prime elezioni e formare un'Assemblea Costituente. Dal risultato elettorale uscì un governo guidato dal vecchio patriota Konstantinos Kanaris, mentre Metaxas divenne, dal 17 settembre 1847, ministro delle Finanze nel ministero di Kitsos Tzavelas. Successivamente, dal 1850 al 1854 esercitò il ruolo di diplomatico a Costantinopoli, finché non ritirò a vita privata ad Atene, dove morì il 19 settembre 1860, a 70 anni.